# مارتن كارلسون (لاعب هوكي الجليد)
مارتن كارلسون (بالسويدية: Martin Karlsson)‏ هو لاعب هوكي الجليد سويدي، ولد في 26 أبريل 1952 في سكيلفتيا في السويد.

## وصلات خارجية
- مارتن كارلسون على موقع EliteProspects.com (الإنجليزية)
- مارتن كارلسون على موقع Eurohockey.com (الإنجليزية)